# Автоматичне частотне розвантаження

Зміна частоти в електромережі впродовж 48 годин, у деяких країнах Європи та Азії

Автоматичне частотне розвантаження (АЧР), це вимкнення частини споживачів у разі зниження частоти в електричній мережі нижче дозволеного рівня. Такі дії ще називають віяловими вимкненнями.

## Загальне
Частота мережі мусить бути однаковою в усіх країнах, які безпосередньо пов'язані з якоюсь синхронізованою енергосистемою, наприклад електромережею Європи. Для ЄС, це Албанія, Бельгія, Боснія і Герцеговина, Болгарія, Данія, Німеччина, Франція, Греція, Італія, Хорватія, Люксембург, Македонія, Чорногорія, Нідерланди, Австрія, Польща, Португалія, Румунія, Швейцарія, Сербія, Словаччина, Словенія, Іспанія, Чехія та Угорщина. Водночас, Алжир, Марокко, Туніс, Західна Сахара, Туреччина та Україна, також синхронізовані з європейською електромережею. Інші члени ENTSO-E  ― Норвегія тощо, приєднані до європейської енергосистеми крізь лінії електропередавання високої напруги постійного струму (HVDC), отже мають незалежні промислові частоти. Балтійські держави Естонія, Латвія та Литва бажають до 2025 року перейти від IPS/UPS, взаємопов'язаної з російською енергосистеми, до європейської мережі (джерело: мовник ERR).
Вислови "частота корисності", "основна частота", "частота мережі", "частота живлення", "лінійна частота", та інші є синонімами частоти електричних генераторів, котру можна виміряти в електричних мережах живлення. Це ― 50 герц у Європейському Союзі, Україні, країнах СНД, Індії, Китаї, Японії, Австралії й Африці та 60 Гц ― у США, Канаді і на північній частині Південної Америки.
В Європі як і в Україні, дозволені межі відхилення частоти мережі під час нормальної роботи, дотримуються за частоти від 49,8 Гц до 50,2 Гц. (Посібник з експлуатації ENTSO-E). У разі руйнування потужностей генерації або великих споживачів електроенергії, ухвалені короткострокові відхилення (49,200 Гц до 50,800 Гц). За більших відхилень, дуже ймовірний загальний збій мережі. Отже відбуватиметься перший крок ― відкидання деяких споживачів або виробників (скидання навантаження), якщо навіть це не допомагає, мережа припиняє роботу (затемнення/blackout), що можна відновити згодом.
Зниження промислової частоти може відбуватися у разі нестачі потужності приєднаних до енергосистеми електростанцій. Зі зниженням частоти, зменшується швидкість обертання індукційних і синхронних двигунів (на активне навантаження зміна частоти не впливає). На електростанції це може призводити до того, що знизиться продуктивність насосів води для власних потреб ― заповнення котлів і охолодження потужних електричних машин. Під час роботи дуже вартісних парових турбін на зниженій частоті, може відбутися подія, коли група лопаток увійде в резонанс і почне вібрувати та руйнуватися. Через зниження обертів електродвигунів насосів і механізмів електростанції, зменшується й її потужність, отже частота спадає ще швидше, тож це і називають лавиною частоти.
Такі події здатні призводити до аварій аж рівня світового розмаху, якщо це відбудеться, наприклад на АЕС. Через це, для відновлення роботи в номінальному режимі, почергово вимикають групи споживачів. Для цього й застосовується система автоматичного частотного розвантаження - АЧР.

## Спосіб роботи
Автоматичне частотне розвантаження ― один із різновидів релейного захисту. У разі просідання промислової частоти нижче номінальної, починають вимикатися незагрозливі щодо наслідків, споживачі третьої або другої категорії електропостачання. Це потрібно, щоби повернути до придатного стану живлення, споживачів першої категорії (лікарні, очисні споруди, шахти, притулки, аеропорти, тощо). Вимкнення відбувається поступово, з різними уставками частоти і часу.
Автоматичне частотне розвантаження з самого початку створювалося на основі реле частоти, яке натомість впливало на більш потужні комутаційні пристрої. 
Водночас, після відімкнення споживачів від електромережі, потрібно забезпечити їх повторне увімкнення, тож для цього існує система частотного автоматичного повторного вмикання ― ЧАПВ. Також варто відзначити, що в даний час (2000-і), суцільно релейні схеми застосовуються зрідка, їх можна зустріти хіба на давніх енергетичних об'єктах, що не зазнали оновлення ― отож зараз використовуються мікропроцесорні пристрої (для налаштування систем релейного захисту, застосовують мікропроцесорні пристрої перевірки РЗА).

### Класифікація
- АЧР-I ― швидкий захист. Розбіг уставок за частотою для АЧР-I, лежить в межах 46,5...48,8 Гц, а для АЧР особливої черги ― 49,0...49,2 Гц. За часом спрацьовування ― 0,15...0,3 с. Водночас вибірковість (селективність) захистів, повинна відкидати спрацьовування автоматичного частотного розвантаження у разі КЗ.
- АЧР-II ― може бути поєднаним і несуміщеним. Частина споживачів, яку вимикає поєднане АЧР, входить в обсяг який підтримується АЧР-I. Межі налаштування частот щодо АЧР-II, дорівнюють 48,7...49,1 Гц. Це збігається з діапазоном для АЧР-I, але відрізняється уставкою за часом, а саме ― від 5 до 90 секунд. Такий час спрацьовування допустимий, якщо обладнання здатне працювати за частоти 49,2 Гц і більше, без завдавання шкоди його системам і вузлам. У такому разі, їх вимкнення для пришвидшення процесу їхнього повернення до номінальної частоти, не має сенсу.
- ЗАЧР (захисне) ― встановлюється на АЕС та спрацьовує за частоти 49,2 Гц, протягом 0,5 секунди.[3]